# Orocrambus
Orocrambus é um gênero de mariposa pertencente à família Crambidae.